# Hormidas Laporte
Pour les articles homonymes, voir Laporte.
Hormidas Laporte, né le 7 novembre 1850 à Lachine et mort le 20 février 1934 à Montréal, est un financier et homme d'affaires canadien. Il a été maire de Montréal de 1904 à 1906.

## Biographie
Hormidas Laporte termine très jeune ses études au Sault-au-Récollet et travaille dès l’âge de 17 ans comme ouvrier dans une manufacture. Il connaît du succès et établit à son propre compte une épicerie en rachetant la marchandise d’un magasin dont le propriétaire s’est retiré. Il fonde plus tard une épicerie en gros. Il fait fortune. 
En 1892 il co-fonde l'Alliance Nationale, une mutuelle d'assurance portée sur le développement économique et social des canadiens français et qui éventuellement deviendra Industrielle Alliance, une compagnie cotée en bourse.
Entre 1894 et 1896, il sera président de la Chambre de commerce de Montréal.
Échevin de 1896 à 1904, puis chef du Conseil, il devient maire de Montréal en 1904. Il souhaite éliminer le favoritisme et la corruption au niveau de l'administration municipale et réduire le rythme des dépenses publiques. En 1904, la campagne électorale est fortement orientée vers la lutte pour l’abolition des trusts qui contrôlent l’électricité, le gaz et les tramways à Montréal. Hormidas Laporte est le candidat de cette municipalisation des services publics. Élu à une forte majorité devant Ucal-Henri Dandurand, il lutte contre les trusts et demande la municipalisation des services de gaz, tout en tentant d'obtenir de meilleures conditions et de meilleurs tarifs pour les Montréalais. Toutefois, bien qu’il soit appuyé par plusieurs médias, Laporte ne réussit pas à défaire le monopole des trusts liés aux tramways et à l’électricité. 
Après son passage à la Mairie de Montréal, il deviendra président de la Banque provinciale du Canada à partir de 1907 jusqu'à sa mort à l'âge de 84 ans. Il obtiendra un doctorat honoris causa de l'Université McGill. Il a été enterré au Cimetière Notre-Dame-des-Neiges, à Montréal.

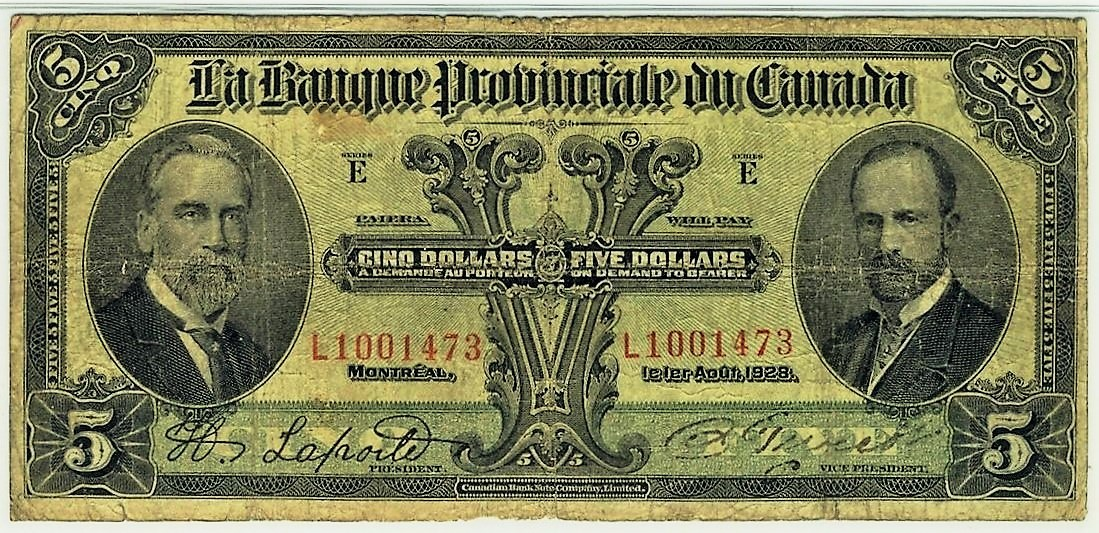
Billet de banque privé (1928) sur lequel il apparait, à gauche.

## Honneurs
- Le nom de l'avenue Laporte, située dans le quartier de Saint-Henri à Montréal, rappelle son souvenir comme celui du canton de Laporte proclamé en 1965 et situé à l'ouest de La Tuque dans la région de la Mauricie.